# Batería (electricidad)

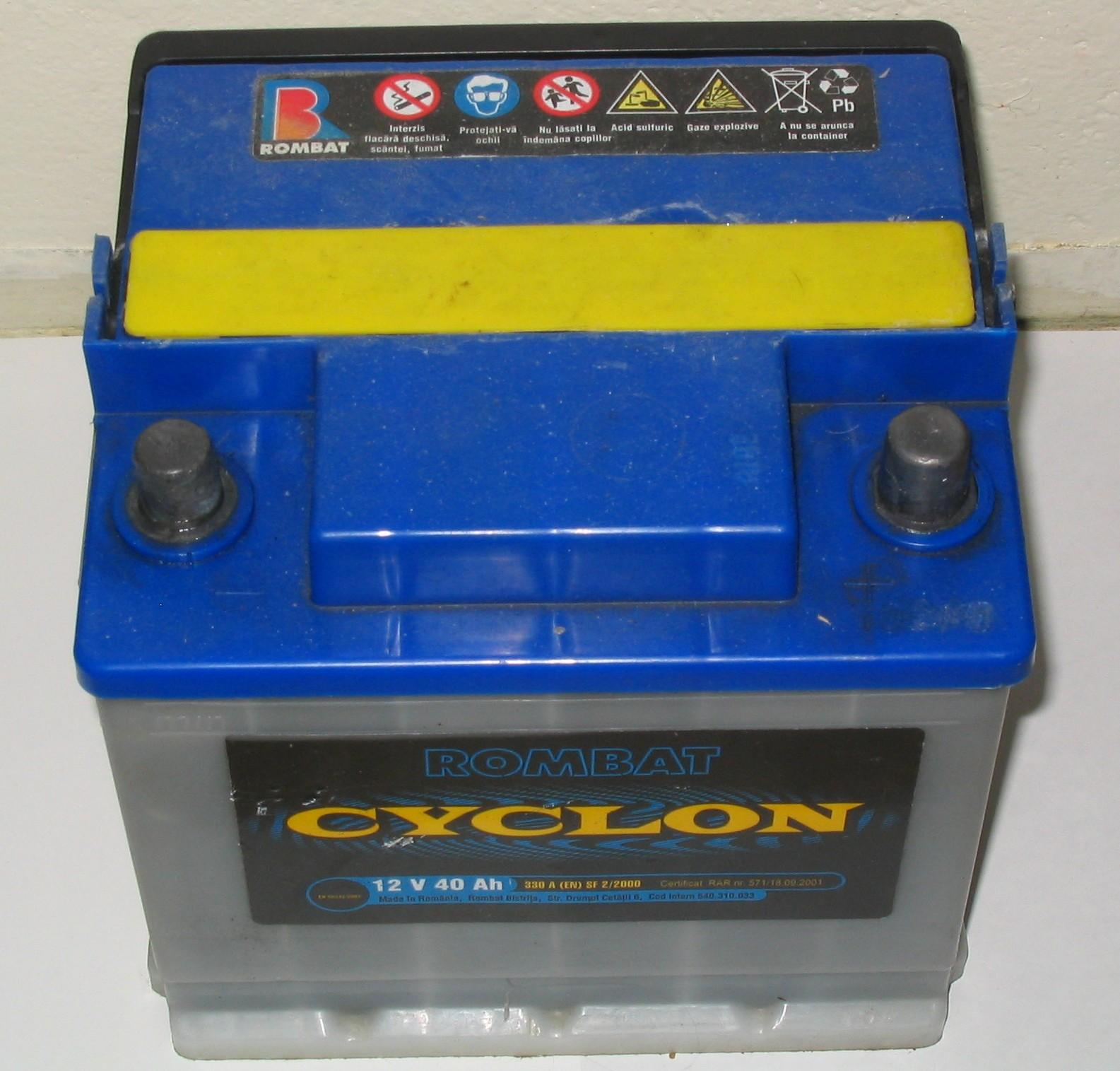
Batería de ácido-plomo para automóvil.

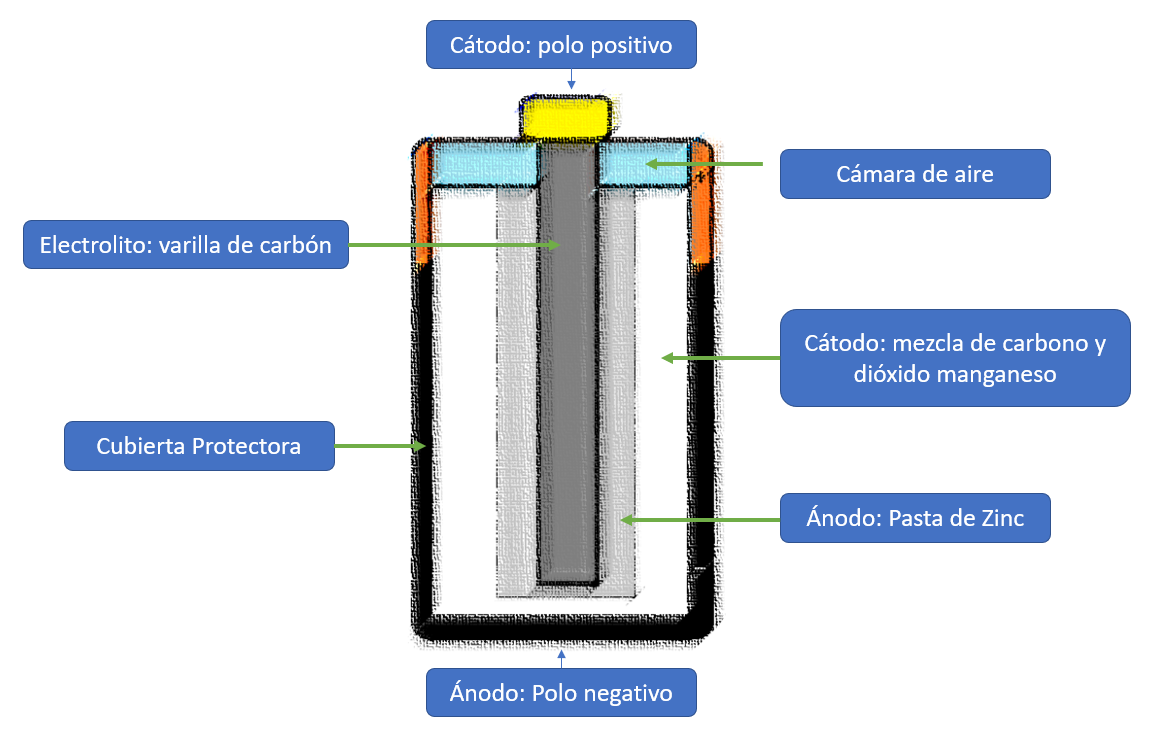
Pila no recargable con sus partes

Una batería eléctrica, acumulador eléctrico o simplemente batería es un dispositivo que consiste en dos o más celdas electroquímicas con conectores externos, celdas que convierten la energía química almacenada en corriente eléctrica.
Cuando una batería está suministrando energía, su electrodo positivo es el cátodo, mientras que el electrodo negativo es el ánodo, El terminal marcado como negativo es la fuente de electrones que fluirán a través de un circuito eléctrico externo hacia el terminal positivo. Cuando una batería se conecta a una carga eléctrica externa, una reacción redox convierte los reactivos de alta energía en productos de menor energía y la diferencia de energía libre se envía al circuito externo como energía eléctrica. También consta de unos electrolitos que permiten que los iones se muevan entre los electrodos. Históricamente, el término "batería" se refería específicamente a un dispositivo compuesto por múltiples celdas; sin embargo, el uso ha evolucionado para incluir dispositivos compuestos por una sola celda.
Las baterías se presentan en muchas formas y tamaños, desde las celdas en miniatura que se utilizan en audífonos y relojes de pulsera, a los bancos de baterías del tamaño de las habitaciones que proporcionan energía de reserva a las centrales telefónicas y ordenadores de centros de datos.

## Pila, batería y acumulador
Los términos pila y batería provienen de los primeros tiempos de la electricidad, en los que se agrupaban varios elementos (discos metálicos o celdas) para aumentar la corriente suministrada por el dispositivo. En unos casos se disponían uno encima de otro, se apilaban, y de ahí viene pila; y en otros casos se ponían uno junto a otro, en batería.
En inglés se utiliza un término único, battery, para designar a todos estos dispositivos. Por el contrario, en España y otros países, se utilizan los términos de batería y acumulador para las recargables (de ácido-plomo principalmente), y pila para las que no son recargables (alcalinas, por ejemplo).
En algunos países hispanohablantes, en cambio, se sigue el proceder inglés y se emplea la palabra batería para todos los tipos. En estos países, el término acumulador se aplica a los condensadores eléctricos o a otros dispositivos de acumulación.

### Celdas primarias y secundarias
En los países que no hacen la diferencia anteriormente expuesta, los elementos suministradores de electricidad se clasifican en dos categorías:
- Las celdas primarias, lo que antes se han llamado pilas no-recargables, transforman la energía química en energía eléctrica, de manera irreversible (dentro de los límites de la práctica). Cuando se agota la cantidad inicial de reactivos presentes en la pila, la energía no puede ser fácilmente restaurada o devuelta a la celda electroquímica por medios eléctricos.[4]
- Las celdas secundarias, lo que antes se han llamado baterías o pilas recargables, que pueden ser recargadas sin más que revertir las reacciones químicas en su interior mediante el suministro de energía eléctrica a la celda hasta el restablecimiento de su composición original.[5]

Las celdas primarias (de un solo uso o de "usar y tirar") se usan una vez y se desechan; los materiales de los electrodos se cambian irreversiblemente durante la descarga. Los ejemplos más comunes son la pila alcalina no recargable utilizada para linternas y una multitud de dispositivos portátiles. 
Las celdas secundarias (recargables) se pueden descargar y recargar varias veces, debido a que la composición original de los electrodos puede ser restaurado por la corriente inversa. Los ejemplos incluyen las baterías de ácido-plomo usadas en los vehículos, las baterías de iones de litio utilizadas en dispositivos electrónicos portátiles, como móviles, tabletas y ordenadores y las baterías recargables de Ni-HM, utilizadas como alternativa o reemplazo de las pilas alcalinas en dispositivos electrónicos portátiles que las emplean, como cámaras fotográficas digitales, juguetes, radios portátiles, radiograbadores, linternas, reproductores de MP3 y Minidisc, entre otros.

## Principios de funcionamiento

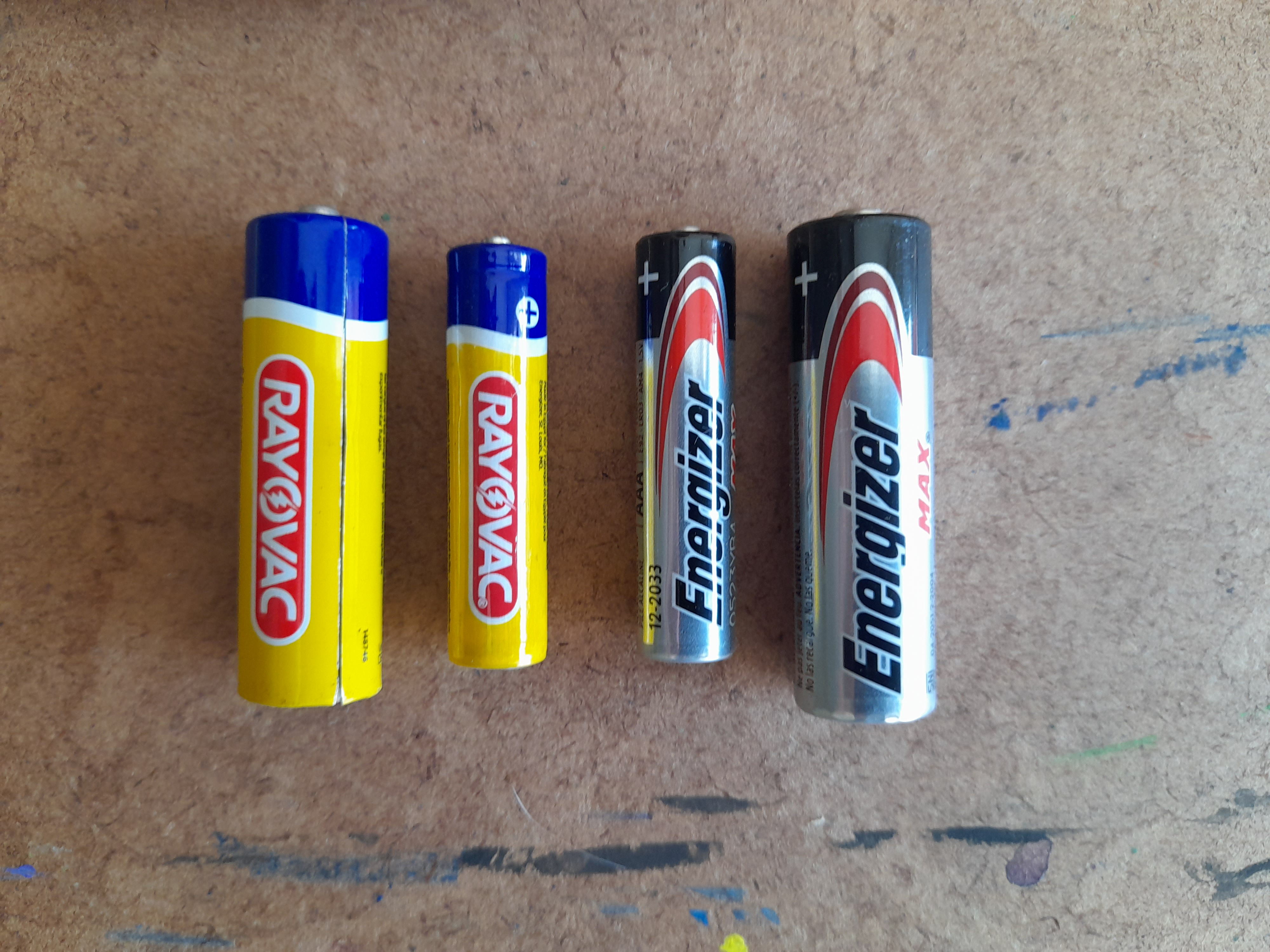
Pilas

El principio de funcionamiento de un acumulador está basado esencialmente en un proceso químico reversible llamado reducción-oxidación (también conocida como redox), en el que uno de los componentes se oxida (pierde electrones) y el otro se reduce (gana electrones); es decir, un proceso cuyos componentes no resulten consumidos ni se pierdan, sino que meramente cambian su estado de oxidación y, que a su vez pueden retornar a su estado original en las circunstancias adecuadas. Estas circunstancias son, en el caso de las baterías y pilas recargables, el cierre del circuito externo durante el proceso de descarga y la aplicación de una corriente externa durante la carga.
Estos procesos son comunes en las relaciones entre los elementos químicos y la electricidad durante el proceso denominado electrólisis y en los generadores voltaicos o pilas. Los investigadores del siglo XIX dedicaron numerosos esfuerzos a observar y a esclarecer este fenómeno, que recibió el nombre de polarización. Un acumulador es, así, un dispositivo en el que la polarización se lleva a sus límites alcanzables, y consta, en general, de dos electrodos, del mismo o de distinto material, sumergidos en un electrolito.

## Historia
El 20 de marzo de 1800, Alessandro Volta comunica  a la Royal Society su invento de la pila que actualmente lleva su nombre. Tres años después, en 1803, Johann Wilhelm Ritter construyó su acumulador eléctrico; como muchos otros que le siguieron, era un prototipo teórico y experimental, sin posible aplicación práctica. Ya en 1836 John Frederic Daniell inventa la Pila Daniell, a partir de la pila de Volta, pero que evita la acumulación de hidrógeno. Poco después, en 1844, William Robert Grove inventó la Pila de combustible, que representa una evolución y aumento de potencia respecto de las anteriores, muy empleada en las redes telegráficas de Estados Unidos hasta 1860.
En 1860, Gaston Planté construyó el primer modelo de batería de plomo y ácido con pretensiones de ser un dispositivo utilizable, lo que no resultó más que relativamente cierto, por lo que no tuvo éxito. A finales del siglo XIX, sin embargo, la electricidad se iba convirtiendo rápidamente en artículo cotidiano y, cuando Planté volvió a explicar públicamente las características de su acumulador, en 1879, tuvo una acogida mucho mejor, de modo que comenzó a fabricarse y ser utilizado casi inmediatamente, iniciándose un intenso y continuado proceso de desarrollo para perfeccionarlo y evitar sus deficiencias, proceso que dura todavía en las primeras décadas del siglo XXI.
En 1887, Carl Gassner patentó la denominada pila seca, ya que no tenía un electrólito líquido libre, sino una pasta de yeso de París. Paralelamente, en 1887 Federico Guillermo Luis Hellesen desarrolló su propio diseño de pila seca. Se ha afirmado que el diseño de Hellesen precedió al de Gassner. La primera pila fabricada industrialmente para el público en general surgió del modelo de Gassner, sustituyendo el yeso de París por cartón en espiral y con los electrodos de cinc y carbono.
Acabando el siglo XIX, en 1899, el científico sueco Waldemar Jungner inventó el acumulador de níquel-cadmio (Ni-Cd), una batería recargable que tenía electrodos de níquel y cadmio en una disolución de hidróxido de potasio (potasa cáustica, KOH). Se comercializó en Suecia en 1910 y llegó a Estados Unidos en 1946. El propio Jungner experimentó para sustituir el cadmio por hierro en diferentes proporciones, trabajo que fue recogido posteriormente por Thomas Alva Edison, quien, basándose en el trabajo del primero, patentó en 1903 otro tipo de acumulador con electrodos de hierro y níquel cuyo electrolito era, también, el hidróxido de potasio. Empezaron a comercializarse en 1908 y aún se producen, tanto los modelos originales como modelos evolucionados de otros fabricantes.
A mediados del siguiente siglo, en 1955, el ingeniero Lewis Urry, intentando encontrar una manera de aumentar la vida útil de las pilas de cinc-carbono, modificó los electrodos llegando al desarrollo de las conocidas como pilas alcalinas, aunque con una fabricación de mayor coste. La batería de Urry se componía de un cátodo de dióxido de manganeso y un ánodo de cinc en polvo con un electrolito alcalino. Estas pilas salieron al mercado en 1959.
La experimentación con baterías de litio comenzó en 1912 con G. N. Lewis, pero hasta la década de 1970 no se comercializaron las primeras. Se emplean actualmente diversas pilas con litio en el ánodo y diferentes sustancias en el cátodo: sulfuro de hierro, dióxido de manganeso, dióxido de azufre, cloruro de tionilo, monofluoruro de carbono, etc.
Pese a desarrollarse la tecnología de níquel-hidrógeno en los años 1970, para satélites de comunicaciones comerciales, las primeras baterías de níquel metal hidruro (NiMH) no aparecieron en el mercado, para usos corrientes, hasta 1989.
En la década de 1980, el químico estadounidense John B. Goodenough dirigió un equipo de investigación de Sony que produciría finalmente la batería de iones de litio, recargable y más estable que la batería de litio puro. En 1996, se lanzó al mercado la batería de polímero de ion de litio, en la que su electrolito se aloja en un polímero sólido compuesto y los electrodos y los separadores se laminan entre sí, lo que permite envolturas flexibles.

## Parámetros de un acumulador

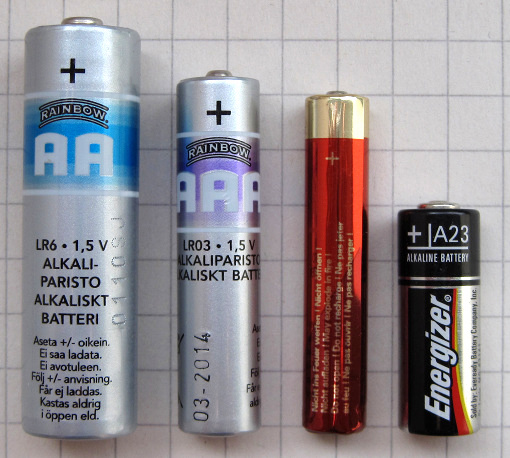
Baterías AA, AAA, AAAA y A23

### Tensión
La tensión o diferencia de potencial (en voltios) es el primer parámetro a considerar, pues es el que suele determinar si el acumulador conviene al uso al cual se le destina. Viene fijado por el potencial de reducción del par redox utilizado; suele estar entre 1 V y 4 V por elemento.
Se la define como el trabajo realizado sobre la unidad de carga circulante.  La unidad de tensión es el voltio, de ahí  que se llame a menudo voltaje. Matemáticamente:
{\displaystyle V={\frac {dW}{dq}}}
Donde:
{\displaystyle V} : voltaje (voltios)
{\displaystyle W} : trabajo (julios)
{\displaystyle q} : carga (culombios)
Simplificando mucho, mediante una analogía mecánica, la diferencia de potencial es como la altura de una cascada de agua. Cuanto más alta sea la cascada, mayor será la energía disponible para mover una noria. Una cascada de agua de altura pequeña moverá poco la rueda, realizará poco trabajo. Una cascada de mayor altura moverá mucho la rueda, realizará más trabajo. Por ello si se quiere obtener más trabajo se necesita una pila de tensión superior. Por ejemplo en autos radio controlados, cuanto más voltaje tenga la batería será mayor la potencia que mueve el automóvil.

### Intensidad de corriente
Es la carga eléctrica neta (medida en culombios) transferida a través de una sección transversal de un conductor por unidad de tiempo. Su definición formal es
{\displaystyle I={\frac {dq}{dt}}}
Donde:
{\displaystyle I} : intensidad de la corriente (amperios)
{\displaystyle q} : carga (culombios)
{\displaystyle t} : tiempo (segundos)
Siguiendo la analogía anterior, la intensidad de la corriente eléctrica es como el flujo o corriente de agua de la cascada que mueve la noria. En motores de corriente continua cuanto mayor es la corriente mayor será el par motor que puede suministrar. Siendo simplista más potencia podrá desarrollar dicho motor.

### Capacidad de carga
La capacidad de carga o capacidad del acumulador es la carga que puede almacenar el elemento. Se mide en amperios-hora (Ah) y es el segundo parámetro a considerar. En las baterías de baja capacidad de carga, suele expresarse en miliamperios-hora (mAh). 
Para una batería con capacidad nominal de 1 Ah significa que en teoría la batería puede ofrecer su voltaje durante 1 hora a una intensidad de 1 A antes de agotarse. También podrá suministar el voltaje a una intensidad de 0,1 A durante 10 horas, o a 0,01 A durante 100 horas. Entre una batería o pila de 1200 mAh y otra de 2400 mAh, la segunda durará más tiempo (el doble) porque tiene más carga eléctrica almacenada. En un equipo eléctrico se pueden colocar pilas con cualquier capacidad de carga, ya que esta tan solo influye en la duración de funcionamiento.
Sin embargo, realmente cuanta más cantidad de corriente aporte la batería, su tiempo de funcionamiento se reducirá en una proporción mucho mayor a la marcada por su capacidad. Para saber la intensidad de corriente concreta que hace cumplir el valor nominal de capacidad se usa la tasa de descarga máxima la cual está expresada en base a la relación entre la corriente de descarga y la capacidad nominal (en Ah) de la batería. Por ejemplo, si tenemos una batería de capacidad 2Ah y tasa de descarga máxima 0.5C  y otra de 2Ah y tasa de descarga máxima 2C. La primera podrá aportar una corriente estable de hasta 1A sin agotarse prematuramente y la segunda podrá aportar una corriente de hasta 4A sin agotarse prematuramente. Por tanto, la tasa de descarga máxima establece el rango de nivel de consumo aceptables especificado por el fabricante.
En algunos casos, también tiene especial importancia la intensidad de corriente máxima que puede suministrar la batería, medida en amperios (A); p. ej., los motores de arranque de los automóviles, cuando se ponen en funcionamiento, exigen intensidades de corriente muy grandes a la batería (centenas de A) durante un breve tiempo.

### Carga eléctrica
La carga eléctrica se mide en la práctica por referencia a los tiempos de carga y de descarga en amperios (A). La unidad SI es el culombio (C).
{\displaystyle Q=I\,t=I\,(3600\,t_{h})}
Donde:
{\displaystyle Q} : carga eléctrica (culombios)
{\displaystyle I} : intensidad (amperios)
{\displaystyle t} : tiempo (segundos)
{\displaystyle t_{h}} : tiempo (horas)
Por tanto, la carga eléctrica en las distintas unidades es: 
{\displaystyle 1\ \mathrm {Ah} =3600\ \mathrm {C} \qquad \mathrm {y} \qquad 1\ \mathrm {C} =0,278\ \mathrm {mAh} }

### Energía
La cantidad de energía que puede suministrar una batería depende de su capacidad y de su voltaje, y se mide habitualmente en Wh (vatios-hora); la unidad SI es el julio.
{\displaystyle W=P\,t=P\,(3600\,t_{h})}
Donde:
{\displaystyle W} : energía (julios)
{\displaystyle P} : potencia (vatios)
{\displaystyle t}  : tiempo (segundos)
{\displaystyle t_{h}} : tiempo (horas)
Por tanto las equivalencias entre unidades son:
{\displaystyle 1\ \mathrm {Wh} =3600\ \mathrm {J} \qquad \mathrm {y} \qquad 1\ \mathrm {J} =0,278\ \mathrm {mWh} }
Como {\displaystyle P=I\,V}
Donde:
{\displaystyle P} : potencia
{\displaystyle I} : intensidad
{\displaystyle V} : diferencia de potencial
La equivalencia de unidades se puede expresar como:
{\displaystyle 1\ \mathrm {Wh} =1\ \mathrm {AhV} }
(La energía se obtiene multiplicando la capacidad por la diferencia de potencial).
Téngase en cuenta que cuando se dan indicaciones en el cuerpo de las baterías o en sus envases, tales como «Cárguese a 120 mA durante 12 horas», si se exceden estos requisitos, el exceso de carga se disipa dentro de la batería en forma de calor a causa de su resistencia interna. Si la capacidad del acumulador fuese 1200 mAh y se le aplicara una corriente de carga de 120 mA durante 12 horas, 120 · 12 = 1440 mAh, por lo que 240 mAh será la carga convertida en calor dentro de la batería y 1200 mAh la efectivamente almacenada en ella. Para calcular la energía perdida bastaría multiplicar los 240 mAh de exceso de carga por la tensión de carga.

### Resistencia
La resistencia de las baterías es muy inferior a la de las pilas, lo que les permite suministrar intensidades de corriente mucho más intensas que las de estas, sobre todo de forma transitoria. Por ejemplo, la resistencia interna típica de una batería de plomo-ácido es del orden de 6 mΩ (miliohmios) y la de otra de Ni-Cd, de 9 mΩ.

### Masa
Otra de las características importantes de una batería es su masa y la relación entre ella y la capacidad eléctrica (Ah/kg) o la energía (Wh/kg) que puede suministrar. En algunos casos puede ser también importante el volumen que ocupe (Ah/m³) o (Ah/litro).

### Rendimiento
El rendimiento es la relación porcentual entre la energía eléctrica recibida en el proceso de carga y la que el acumulador entrega durante la descarga. La batería de plomo-ácido tiene un rendimiento de más del 90 %. las baterías Ni-Cd un 83 %.

### Tasa de carga/descarga
C es una relación característica de cada batería que se usa para expresar más fácilmente la intensidad a la que se carga/descarga una batería sin que esta sufra daños y funcione cumpliendo las especificaciones. Para cada batería se calcula la corriente que vaciaría completamente la batería en 1 hora, es decir, la corriente que da 1 para la relación entre la corriente (en A) y su capacidad nominal (en Ah).
La tasa de carga o descarga mide la velocidad con que se carga o descarga la batería respecto a su capacidad nominal. Se calcula como la corriente de carga o descarga utilizada entre la capacidad nominal de la batería. Su unidad de medida es la constante C de la batería. De  ahí el nombre en inglés de ''charge/discharge C rate
Ejemplo
Para una batería de 55 Ah de capacidad nominal, si esta se carga o descarga con una corriente de 55 A, la tasa de carga/descarga es 1 C y si se carga o descarga con 82.5 A, la tasa de carga/descarga es de 1.5 C
Es las especificaciones de cada batería se indica la tasa de carga máxima y la tasa descarga máxima, las cuales establecen límites seguros para que una batería respectivamente se cargue o descargue sin que se dañe y funcionamiento cumpliendo las especificaciones. Por ejemplo, si tengo dos baterías con tasa máxima de descarga 2 C, una con capacidad 1 A y otra con capacidad 5 A, ambas están siendo exigidas de igual forma relativa, aunque las corrientes absolutas sean distintas. De esta forma se estandariza la exigencia eléctrica aplicada a una batería, independientemente de su capacidad nominal, haciendo que puedas comparar rendimiento de baterías "grandes" y "pequeñas" en igualdad de condiciones.
Ejemplo
Para una pila LiPo de 1200 mAh, si el fabricante indica tasa de carga máxima=1 C, entonces no se debería cargar a más de 1,2 A. Si el fabricante también indica que tasa máxima de descarga es 7 C, entonces  no deberíamos descargar la pila con una intensidad mayor de 7*1,2 =8,4{{esd}A.

### Efecto memoria
El efecto memoria es un efecto no deseado que afecta a las baterías y por el cual en cada recarga se limita el voltaje o la capacidad (a causa de un tiempo largo, una alta temperatura, o una corriente elevada). La consecuencia es la reducción de su capacidad para almacenar energía.

## Tipos de acumuladores recargables por su naturaleza interna
Por lo que a su naturaleza interna se refiere, características electroquímicas, se encuentran habitualmente en el comercio acumuladores recargables de los tipos que se detallan a continuación.

### Baterías de plomo-ácido
Está constituida por dos electrodos de plomo, de manera que, cuando el aparato está descargado, se encuentra en forma de sulfato de plomo (II) (PbSO4) incrustado en una matriz de plomo metálico en el elemento metálico (Pb); el electrolito es una disolución de ácido sulfúrico.
Su funcionamiento es el siguiente:
Carga
Durante el proceso de carga inicial, el sulfato de plomo (II) pierde electrones o se reduce a plomo metal en el polo negativo (cátodo), mientras que en el ánodo se forma óxido de plomo (IV) (PbO2). Por lo tanto, se trata de un proceso de dismutación. No se libera hidrógeno, ya que la reducción de los protones a hidrógeno elemental está cinéticamente impedida en la superficie de plomo, característica favorable que se refuerza incorporando a los electrodos pequeñas cantidades de plata. El desprendimiento de hidrógeno provocaría la lenta degradación del electrodo, ayudando a que se desmoronasen mecánicamente partes del mismo, alteraciones irreversibles que acortarían la duración del acumulador.
Descarga
Durante la descarga se invierten los procesos de la carga. El óxido de plomo (IV), que ahora funciona como cátodo, se reduce a sulfato de plomo (II), mientras que el plomo elemental se oxida en el ánodo para dar igualmente sulfato de plomo (II). Los electrones intercambiados se aprovechan en forma de corriente eléctrica por un circuito externo. Se trata, por lo tanto, de una conmutación. Los procesos elementales que trascurren son los siguientes:
 PbO2 + 2 H2SO4 + 2 e– → 2 H2O + PbSO4 + SO42–
Pb + SO42– → PbSO4 + 2 e–
En la descarga baja la concentración del ácido sulfúrico, porque se crea sulfato de plomo (II) y aumenta la cantidad de agua liberada en la reacción. Como el ácido sulfúrico concentrado tiene una densidad superior a la del ácido sulfúrico diluido, la densidad del ácido puede servir de indicador para el estado de carga del dispositivo.
Ciclos y vida
No obstante, este proceso no se puede repetir indefinidamente, porque, cuando el sulfato de plomo (II) forma cristales, ya no responden bien a los procesos indicados, con lo que se pierde la característica esencial de la reversibilidad. Se dice entonces que la batería se ha «sulfatado» y es necesario sustituirla por otra nueva. Las baterías de este tipo que se venden actualmente utilizan un electrolito en pasta, que no se evapora y hace mucho más segura y cómoda su utilización.
Ventajas
- Bajo costo.
- Fácil fabricación.

Desventajas
- No admiten sobrecargas ni descargas profundas, viendo seriamente disminuida su vida útil.
- Altamente contaminantes.
- Baja densidad de energía: 30 Wh/kg.
- Peso excesivo, al estar compuesta principalmente de plomo; por esta razón su uso en automóviles eléctricos se considera poco lógico por los técnicos electrónicos con experiencia. Su uso se restringe por esta razón.

Características
- Voltaje proporcionado: 2 V/elemento.

Cuando varias celdas se agrupan para formar una batería comercial, reciben el nombre de vasos, que se conectan en serie para proporcionar un mayor voltaje. Dichos vasos se contienen dentro de una caja de polipropileno copolímero de alta densidad con compartimientos estancos para cada celda. La tensión suministrada por una batería de este tipo se encuentra normalizada en 12 voltios si posee 6 elementos o vasos para vehículos ligeros y 24 Voltios para vehículos pesados con 12 vasos. En algunos vehículos comerciales y agrícolas antiguos todavía se utilizan baterías de 6 voltios, de 3 elementos o vasos.
- Densidad de energía: 30 Wh/kg.

Usos
Este tipo de acumulador se sigue utilizando en muchas aplicaciones: en los automóviles (para el arranque), sistemas fotovoltaicos y en aplicaciones estacionarias como acumuladores para fuentes de alimentación ininterrumpidas para equipos médicos, informáticos, equipos de seguridad, etc.

### Baterías de níquel-hierro (Ni-Fe)
La batería de níquel-hierro, también denominada de ferroníquel, fue inventada por Waldemar Jungner en 1899, posteriormente desarrollada por Thomas Alva Edison y patentada en 1903. En el diseño original de Edison el cátodo estaba compuesto por hileras de finos tubos formados por laminas enrolladas de acero niquelado, estos tubos están rellenos de hidróxido de níquel u oxi-hidróxido de níquel (NiOOH). El ánodo se componía de cajas perforadas delgadas de acero niquelado que contienen polvo de óxido ferroso (FeO). El electrólito es alcalino, una disolución de un 20 % de potasa cáustica (KOH) en agua destilada.
Carga y descarga
Los electrodos no se disuelven en el electrolito, las reacciones de carga/descarga son completamente reversibles y la formación de cristales de hierro preserva los electrodos por lo cual no se produce efecto memoria lo que confiere a esta batería gran duración. Las reacciones de carga y descarga son las siguientes:
Cátodo: 2 NiOOH + 2 H2O + 2 e– ↔ 2 Ni(OH)2 + 2 OH–
Ánodo: Fe + 2 OH– ↔ Fe(OH)2 + 2 e–
(Descarga se lee de izquierda a derecha y carga de derecha a izquierda.)
Ventajas
- Bajo costo.
- Fácil fabricación.
- Admite sobrecargas, repetidas descargas totales e incluso cortocircuitos sin pérdida significativa de capacidad.
- No es contaminante, no contiene metales pesados y el electrolito diluido se puede usar en aplicaciones agrícolas.
- Muy larga vida útil, algunos fabricantes hablan de más de 100 años de esperanza de vida en los electrodos y 1000 ciclos de descarga 100 % en el electrolito.[12] El electrolito se debe cambiar cada 20 años según instrucciones de uso redactadas por el propio Edison.[13]
- Compuesta de elementos abundantes en la corteza de la tierra (hierro, níquel, potasio)
- Funciona en un mayor rango de temperaturas, entre −40 °C y 46 °C

Desventajas
- Solo posee una eficiencia del 65 %.[cita requerida]

Características
- Voltaje proporcionado: 1,2 ~ 1,4 V
- Densidad de energía: 40 Wh/kg
- Energía/volumen: 30 Wh/l
- Potencia/peso: 100 W/kg

### Baterías de níquel-cadmio (Ni-Cd)
Utilizan un cátodo de hidróxido de níquel y un ánodo de un compuesto de cadmio. El electrolito es de hidróxido de potasio. Esta configuración de materiales permite recargar la batería una vez está agotada, para su reutilización. Sin embargo, su densidad de energía es de tan solo 50 Wh/kg, lo que hace que tengan poca capacidad.
Ventajas
- Admiten un gran rango de temperaturas de funcionamiento.
- Admiten sobrecargas, se pueden seguir cargando cuando ya no admiten más carga, aunque no la almacena.

Desventajas
- Efecto memoria muy alto.
- Densidad de energía baja.

Características
- Voltaje proporcionado: 1,2 V
- Densidad de energía: 50 Wh/kg
- Capacidad usual: 0,5 a 1,0 A (en pilas tipo AA)
- Efecto memoria: muy alto

### Baterías de níquel-hidruro metálico (Ni-MH)
Utilizan un ánodo de hidróxido de níquel y un cátodo de una aleación de hidruro metálico.
Ventajas
- Este tipo de baterías se encuentran menos afectadas por el llamado efecto memoria.

Desventajas
- No admiten bien el frío extremo, reduciendo drásticamente la potencia eficaz que puede entregar.

Características
- Voltaje proporcionado: 1,2 V
- Densidad de energía: 80 Wh/kg
- Capacidad usual: 0,5 a 2,8 A (en pilas tipo AA)
- Efecto memoria: bajo

### Baterías de iones de litio (Li-ion)
Las baterías de iones de litio (Li-ion) utilizan un ánodo de grafito y un cátodo de óxido de cobalto, trifilina (LiFePO4) u óxido de manganeso. Su desarrollo es más reciente, y permite llegar a altas densidades de capacidad. No admiten descargas y sufren mucho cuando estas suceden; por lo que suelen llevar acoplada circuitería adicional para conocer el estado de la batería, y evitar así tanto la carga excesiva como la descarga completa.
Ventajas
- Apenas sufren el efecto memoria y pueden cargarse sin necesidad de estar descargadas completamente, sin reducción de su vida útil.
- Altas densidades de capacidad.

Desventajas
- No admiten bien los cambios de temperatura.
- No admiten descargas completas y sufren mucho cuando estas suceden.

Características
- Voltaje proporcionado:
  - A plena carga: entre 4,2 V y 4,3 V dependiendo del fabricante.
  - A carga nominal: entre 3,6 V y 3,7 V dependiendo del fabricante.
  - A baja carga: entre 2,65 V y 2,75 V dependiendo del fabricante (este valor no es un límite, se recomienda).
- Densidad de energía: 115 Wh/kg
- Capacidad usual: 1,5 a 2,8 A (en pilas tipo AA)
- Efecto memoria: muy bajo

Usos
Móviles, tabletas, libros electrónicos, etc.

### Baterías de polímero de litio (LiPo)
Son una variación de las baterías de iones de litio (Li-ion). Sus características son muy similares, pero permiten una mayor densidad de energía, así como una tasa de descarga bastante superior. Estas baterías tienen un tamaño más reducido respecto a las de otros componentes.
Cada celda tiene un voltaje nominal de 3,7 V, voltaje máximo 4,2 V y mínimo 3,0 V. Este último debe respetarse rigurosamente ya que la pila se daña irreparablemente a voltajes menores a 3 voltios. Se suele establecer la siguiente nomenclatura XSYP que significa X celdas en serie, e Y en paralelo. Por ejemplo 3s2p son dos baterías en paralelo, donde cada una tiene tres celdas o células. Esta configuración se consigue conectando ambas baterías con un cable paralelo.
Ventajas
- Mayor densidad de carga, por tanto tamaño reducido.
- Buena tasa de descarga, bastante superior a las de iones de litio.

Desventajas
- Quedan casi inutilizadas si se descargan por debajo del mínimo de 3 voltios.

Tipos
Las baterías LiPo se venden generalmente de 1S a 4S lo que significa:
- Li-PO 1S: una celda, 3,7 V.
- Li-PO 2S: dos celdas, 7,4 V.
- Li-PO 3S: tres celdas, 11,1 V.
- Li-PO 4S: cuatro celdas, 14,8 V.

Usos
Su tamaño y peso las hace muy útiles para equipos pequeños que requieran potencia y duración, como manos libres bluetooth.

### Pilas de combustible
La pila de combustible no se trata de un acumulador propiamente dicho, aunque convierte energía química en energía eléctrica y es recargable. Funciona con hidrógeno (Se usan otros combustibles como el metano o el metanol para obtener el hidrógeno).

### Condensador de alta capacidad
Aunque los condensadores de alta capacidad no sean acumuladores electroquímicos en sentido estricto, en la actualidad se están consiguiendo capacidades lo suficientemente grandes (varios faradios, F) como para que se los pueda utilizar como baterías cuando las potencias a suministrar sean pequeñas, en relación con su capacidad de almacenamiento de energía.
Por ello se usan como batería en algunos relojes de pulsera que recogen la energía en forma de luz a través de células fotovoltaicas, o mediante un pequeño generador accionado mecánicamente por el muelle de la cuerda del reloj.
Aunque funcionan como acumuladores se les suele llamar condensadores, ya que condensan o almacenan la corriente eléctrica aunque esta fluctúe en el circuito.

### Tabla comparativa de los diferentes tipos de acumulador
| Tipo   | Energía/ peso | Tensión por elemento (V) | Duración (número de recargas) | Tiempo de carga | Auto-descarga por mes (% del total) |
| ------ | ------------- | ------------------------ | ----------------------------- | --------------- | ----------------------------------- |
| Plomo  | 30-40 Wh/kg   | 2 V                      | 1000                          | 8-16h           | 5 %                                 |
| Ni-Fe  | 30-55 Wh/kg   | 1,2 V                    | + de 10 000                   | 4-8h            | 10 %                                |
| Ni-Cd  | 48-80 Wh/kg   | 1,25 V                   | 500                           | 10-14h *        | 30 %                                |
| Ni-Mh  | 60-120 Wh/kg  | 1,25 V                   | 1000                          | 2h-4h *         | 20 %                                |
| Li-ion | 110-160 Wh/kg | 3,7 V                    | 4000                          | 2h-4h           | 25 %                                |
| Li-Po  | 100-130 Wh/kg | 3,7 V                    | 5000                          | 1h-1,5h         | 10 %                                |
* Las baterías de níquel se pueden cargar hasta en 30 minutos, con cargas rápidas, pero disminuye su vida y se calientan en exceso, siendo las únicas que admiten este tipo de cargas.

## Tipos de batería por tamaño y forma
Por lo que a sus tamaños y otras características externas se refiere, muchas de ellas son comunes a pilas y baterías (acumuladores), están normalizadas.

## Reciclaje de baterías
Como se ha visto, la mayoría de baterías contienen metales pesados y compuestos químicos, muchos de ellos perjudiciales para el medio ambiente. En la mayoría de los países no está permitido tirarlas a la basura y es obligatorio llevarlas a un centro de reciclado. También, la mayoría de los proveedores y tiendas especializadas se hacen cargo de las baterías gastadas. Es muy importante cumplir con estas medidas de precaución. La rotura de algunas baterías puede liberar vapor de mercurio que incrementa el riesgo de envenenamiento por mercurio.
Mercurio
La liberación del mercurio contenido en pilas ha ocurrido a consecuencia del uso de tres tipos de pilas: las de óxido de mercurio, las de C-Zn y las alcalinas. 
En el primer tipo, el contenido de dicho metal es del 33 %, y se usaron tanto en el modelo de botón como en otros tamaños, a partir de 1955. Teóricamente, se dejaron de producir en 1995, aunque hay fuentes de información que indican que dicho proceso continúa en Asia y se distribuyen en el mercado internacional.
Para el segundo y tercer tipo de pilas, se sabe que durante varias décadas, antes de 1990, se les agregaba mercurio (entre 0,5 a 1,2 %) para optimizar su funcionamiento, siendo las alcalinas las de mayor contenido; también el carbón que contienen algunas veces está contaminado con este metal de manera natural.
En 1999, el INE de México solicitó un análisis de muestras de tres marcas diferentes de pilas del tipo AA, de consumo normal en ese país, de las cuales dos eran de procedencia asiática (de C-Zn) y una alcalina de procedencia europea. Los resultados fueron los siguientes: para las de procedencia asiática, los valores obtenidos fueron de 0,18 mg/kg y de 6,42 mg/kg; en cuanto a la de procedencia europea el resultado fue de 0,66 mg/kg; dichas cantidades, equivalentes a partes por millón, no rebasan los límites de 0,025 % establecidos en el Protocolo sobre metales pesados adoptado en 1998 en Aarhus, Dinamarca, por los países miembros de la Comisión Económica para Europa de las Naciones Unidas (UNECE).
En México, otras fuentes de mercurio la constituyen la industria de cloro/sosa, que lo utiliza como cátodo en el proceso electrolítico; también productos como termómetros, varios tipos de interruptores y lámparas fluorescentes. Según información oficial ya no se extrae mercurio en México, aunque se dispone de datos sobre importación por un monto de 130 toneladas en los últimos tres años. El mercurio es un contaminante local y global por excelencia (véase envenenamiento por mercurio). La química ambiental correspondiente a este metal tóxico es muy compleja, dadas sus propiedades; se evapora a temperatura ambiente y sus átomos viajan lejos; al ser depositado en los cuerpos de agua se transforma en mercurio orgánico (metil-mercurio) por mecanismos aeróbicos o anaeróbicos; es así como se contaminan, entre otros, los pescados y mariscos. Otra forma de envenenamiento por mercurio es la inhalación de los vapores emitidos por el mercurio en su forma metálica en ambientes cerrados. El metil-mercurio puede atravesar la placenta, acumularse, y provocar daño en el cerebro y en los tejidos de los neonatos, quienes son especialmente sensibles a esta sustancia. También puede existir exposición al mercurio a través de la leche materna; en este caso, los efectos pueden provocar problemas de desarrollo, retrasos en el andar, en el habla o mentales, falta de coordinación, ceguera y convulsiones. En adultos, la exposición constante, a través de la ingesta de alimentos contaminados, pescados por lo general, puede provocar cambios de personalidad, pérdida de visión, memoria o coordinación, sordera o problemas en los riñones y pulmones y envenenamiento por mercurio. La Agencia Internacional para la Investigación sobre el Cáncer (IARC, por sus siglas en inglés) de la Organización Mundial de la Salud (OMS), considera al metil-mercurio y sus compuestos como posiblemente cancerígeno en seres humanos (Grupo 2B). El metil-mercurio, que es la forma más tóxica, se acumula en los tejidos de los peces; la presencia de mercurio en peces de mayor tamaño y de mayor edad tiende a ser más alta.
Manganeso
Dado que los tipos de pila más consumidos son alcalinas y C-Zn (aproximadamente el 76 % del consumo total de pilas y baterías), el óxido de manganeso contenido en ellas es el contaminante que en mayor volumen se ha liberado al medio ambiente en las últimas cuatro décadas, lo que representa aproximadamente 145 917 toneladas. Respecto de los efectos adversos ocasionados en la salud humana por esta sustancia, diversos estudios sugieren efectos neurológicos serios por exposición oral al manganeso.
Por ejemplo, un estudio hecho por la OMS reporta que en 1981 se notificó una intoxicación en una comunidad de Japón, debida a que cerca de un pozo de agua se enterraron aproximadamente 400 piezas de pilas a una distancia aproximada de dos metros, lo cual provocó 16 casos de envenenamiento; tres fueron fatales (incluyendo un suicidio). Los niveles de manganeso detectados en el agua de ese pozo fueron de 14 miligramos por litro, mientras que en otros dos pozos los niveles alcanzaron 8 y 11 miligramos por litro. Los sujetos de la comunidad exhibieron desórdenes de tipo psicológico y neurológico asociados a la intoxicación.